# Alexander Victor Zechmeister
Alexander Victor Zechmeister, född den 5 september 1817 i Buda, död den 8 oktober 1877 i Meran, var en tysk teaterförfattare under pseudonymen Alexander Victor Wilhelmi.
Zechmeister tillhörde som skådespelare Dresdens hovteater 1849–1876. Han skrev små lediga lustspel med sång (Lustspiele, 4 band, 1853–1860, i urval 1879), vilka fann väg till flera länder. Bland dem kan nämnas Einer must heirathen (1850; svensk översättning "En af dem måste deran!", 1859), Fest im Entschlusse ("Majorskans krinolin", 1857) och Abwarten! ("Två unga löjtnanter", 1858).